# Benedetto Ponticelli
Benedetto Ponticelli (Roccastrada, 24 luglio 1840 – Grosseto, 5 maggio 1899) è stato un patriota e politico italiano.

## Biografia
Nato a Roccastrada nel 1840 da Luigi e Marianna Passalacqua, in una facoltosa famiglia di possidenti terrieri, cominciò giovanissimo ad interessarsi agli ideali patriottici del Risorgimento, cui partecipò attivamente.
In qualità di sergente del 3º battaglione della guardia nazionale toscana prese parte alla campagna umbra del 1860-1861, mentre nel 1866 fu tenente portabandiera nell'84ª guardia nazionale mobilitata. L'anno successivo ospitò segretamente nella sua tenuta di Vallemaggiore (Rispescia) la colonna maremmana guidata da Nicola Guerrazzi che combatté a Farnese contro le truppe pontificie, rifornendola di armi e di viveri. Scoperto, fu denunciato ma nessun provvedimento venne mai preso. Nel 1870 fu nominato capitano della guardia nazionale.
Personalità influente e di spicco nella società grossetana post-unitaria, fu attivo anche politicamente, in qualità di consigliere comunale e più volte come facente funzioni di sindaco dopo le dimissioni di Ippolito Luciani. Nel giugno 1888 venne ufficialmente nominato sindaco di Grosseto. Fu l'ultimo sindaco di Grosseto a ricevere la carica per nomina regia; alla seduta consiliare del 18 novembre 1889 fu eletto all'unanimità l'avvocato Vittorio Valeri, il quale tuttavia rifiutò l'incarico: venne allora eletto Ponticelli, che fu così anche il primo sindaco elettivo della città e che rimase in carica fino al 1891. Durante la sua amministrazione, fu istituita la commissione per avviare l'iter di progettazione del primo acquedotto del capoluogo maremmano, poi inaugurato nove anni dopo dal sindaco Carlo Ponticelli. Tra le altre sue iniziative da sindaco, l'istituzione della scuola normale e del ginnasio e l'ampliamento del palazzo del tribunale.
Noto per le sue sperimentazioni in ambito agrario, fu anche presidente del comizio agrario di Grosseto.
Morì nella sua casa di via Montebello a Grosseto il 5 maggio 1899 e fu sepolto nel cimitero della Misericordia.